# Dean Martin
Dino Paul Crocetti (Steubenville, 7 de junho de 1917 — Beverly Hills, 25 de dezembro de 1995), mais conhecido pelo nome artístico Dean Martin, foi um cantor, ator e comediante estadunidense. Apelidado de "Rei do Cool", foi um dos mais influentes artistas do século XX, tanto na música, televisão, bem como no cinema. Martin ganhou destaque na carreira junto com o comediante Jerry Lewis, conhecidos como Martin & Lewis, em 1946. Eles se apresentaram em casas noturnas e mais tarde tiveram inúmeras aparições no rádio, na televisão e em filmes.
Após a trágica separação da dupla em 1956, Martin seguiu carreira solo como artista e ator. Ele se estabeleceu como cantor, gravando inúmeras canções contemporâneas, bem como padrões do Great American Songbook. Martin se tornou um dos artistas mais populares de Las Vegas e era conhecido por sua amizade com os colegas artistas Frank Sinatra e Sammy Davis Jr., que junto com vários outros formaram o Rat Pack.
A partir de 1965, Martin foi o apresentador do programa de televisão The Dean Martin Show, que se concentrava nos talentos cômicos e de canto de Martin e era caracterizado por seu comportamento relaxado e tranquilo. De 1974 a 1984, Martin foi mestre roast no The Dean Martin Celebrity Roast, um programa popular que atraía celebridades, comediantes e políticos. Ao longo de sua carreira, Martin se apresentou em palcos de concertos, casas noturnas e por gravações de áudio, apareceu em 85 produções cinematográficas e televisivas e vendeu 12 milhões de discos somente nos Estados Unidos, mais de 50 milhões no mundo todo. 

## Biografia

### Os primeiros anos (1917–43)

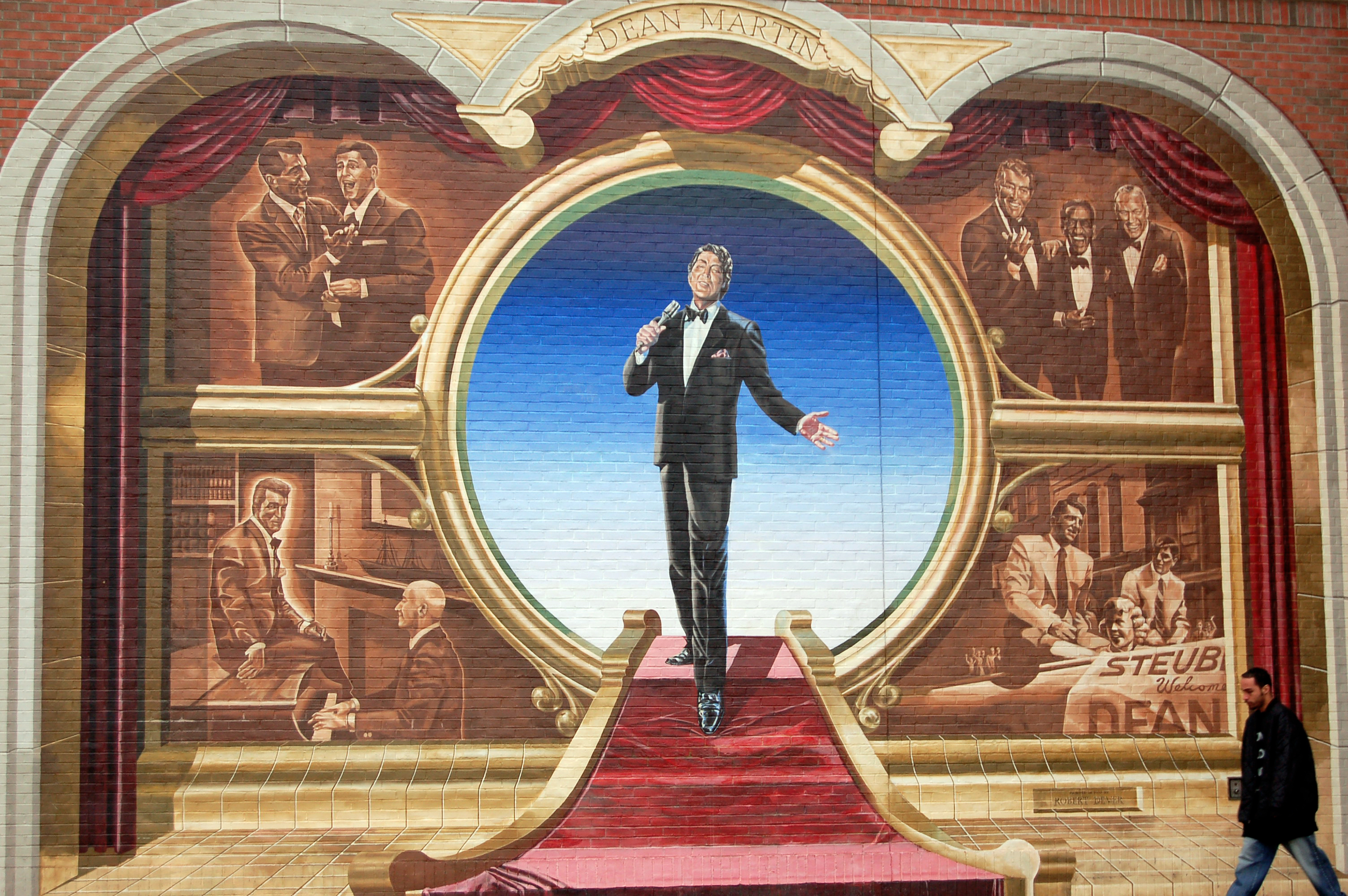
Mural de Dean Martin em Steubenville, Ohio

Dino Paul Crocetti nasceu no dia 7 de junho de 1917, na cidade de Steubenville, no estado de Ohio, filho de pai italiano Gaetano Alfonso Crocetti (1894–1967) e mãe ítalo-americana Angela Crocetti (nascida Barra; 1897–1966). Gaetano, que natural de Montesilvano, Pescara, era barbeiro, e Angela nasceu em 18 de dezembro de 1897, em Fernwood, Ohio. O pai de Angela, Domenico Barra, emigrou de Monasterolo, Bergamo. Martin tinha um irmão mais velho, Guglielmo "William" Antonio Crocetti (1916–1968).
Aos 15 anos, Martin se autointitulou "Kid Crochet". Sua luta de boxe lhe rendeu um nariz quebrado (mais tarde endireitado), um lábio cicatrizado, muitas juntas quebradas (resultado de não poder pagar a fita usada para envolver as mãos dos boxeadores) e um corpo machucado. De suas 12 lutas, Martin disse que "venceu todas, exceto 11". Por um tempo, ele dividiu um apartamento em Nova Iorque com o cantor Sonny King, que também estava começando no show business e tinha pouco dinheiro. Os dois supostamente cobraram pessoas para assisti-los lutar boxe sem luvas um contra o outro em seu apartamento, lutando até que um deles fosse nocauteado. Martin nocauteou King no primeiro round de uma luta de boxe amadora. Martin desistiu do boxe para trabalhar como roleteiro e crupiê em um cassino ilegal atrás de uma tabacaria, onde começou como estoquista. Ao mesmo tempo, ele cantava com bandas locais, chamando a si mesmo de "Dino Martini" (em homenagem ao tenor da Metropolitan Opera Nino Martini). Martin teve sua chance trabalhando para a Orquestra Ernie McKay. Ele cantou em um estilo crooning influenciado por Harry Mills, do The Mills Brothers, e Perry Como. No final de 1940, Martin começou a cantar para o líder da banda orquestral de Cleveland, Sammy Watkins, que sugeriu que ele mudasse seu nome artístico para "Dean Martin". Ele ficou com Watkins até pelo menos maio de 1943. Em outubro de 1941, Martin se casou com Elizabeth "Betty" Anne McDonald em Cleveland, e o casal teve um apartamento em Cleveland Heights por um tempo. Eles tiveram quatro filhos antes de se divorciarem em 1949. No outono de 1943, Martin começou a se apresentar em Nova Iorque. Ele foi convocado para o Exército dos EUA durante a Segunda Guerra Mundial, mas foi dispensado após 14 meses devido a uma hérnia.

## Carreira artística

### Parceria com Jerry Lewis (1946–56)

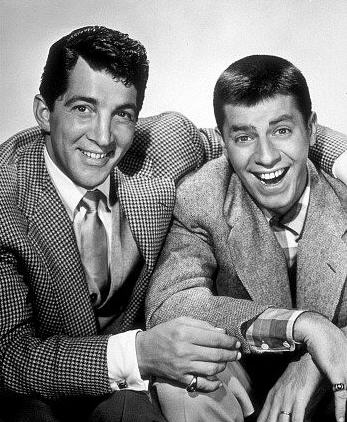
Martin com Jerry Lewis em 1950

Martin atraiu a atenção da Metro-Goldwyn-Mayer e da Columbia Pictures, mas um contrato com Hollywood não foi fechado. Martin conheceu o comediante Jerry Lewis no Belmont Plaza Hotel, em Nova Iorque, em agosto de 1944. Segundo Lewis, os dois se conheceram inicialmente no saguão, onde Martin se aproximou dele e disse: "Ei, eu vi sua atuação, você é um garoto engraçado". Martin estava cantando no famoso Glass Hat Club do hotel na época e os dois estavam no mesmo show. Martin e Lewis formaram uma amizade rápida que os levou a participar dos atos um do outro e a formar uma equipe de comédia musical. A estreia da dupla ocorreu no 500 Club de Atlantic City, em 24 de julho de 1946, onde não foram bem recebidos. O dono, Skinny D'Amato, avisou-os que se não apresentassem algo melhor para o segundo show daquela noite, seriam demitidos. Reunidos no beco atrás do clube, Lewis e Martin concordaram em "arriscar tudo", eles dividiram seu show entre músicas, esquetes e material improvisado. Martin cantou e Lewis se vestiu de ajudante de garçom, derrubando pratos e arruinando a apresentação de Martin e o decoro do clube até que Lewis foi expulso da sala enquanto Martin atirava pãezinhos nele.
Eles fizeram palhaçadas, contaram velhas piadas de vaudeville e fizeram tudo o que lhes veio à cabeça; o público riu. Esse sucesso levou a uma série de compromissos bem pagos na Costa Leste, culminando em uma temporada no Copacabana, em Nova Iorque. O ato consistia em Lewis interrompendo e vaiando Martin enquanto ele tentava cantar, com os dois, no final, perseguindo um ao outro pelo palco. O segredo, ambos disseram, é que eles ignoraram o público e tocaram um para o outro. A dupla fez sua estreia na televisão na primeira transmissão do The Ed Sullivan Show da rede CBS-TV (então chamado de The Toast Of The Town) em 20 de junho de 1948, com os compositores Rodgers e Hammerstein também aparecendo. Na esperança de melhorar sua atuação, os dois contrataram os jovens escritores de comédia Norman Lear e Ed Simmons para escrever seus trechos. Com a ajuda de Lear e Simmons, os dois levariam suas apresentações além das casas noturnas.
Uma série de rádio começou em 1949, ano em que Martin e Lewis assinaram com o produtor da Paramount, Hal B. Wallis, como alívio cômico para o filme A Minha Amiga Irma. A agente deles, Abby Greshler, negociou um dos melhores acordos de Hollywood: embora tenham recebido apenas US$ 75 000 pelos filmes com Wallis, Martin e Lewis estavam livres para fazer um filme externo por ano, que eles coproduziriam por meio de sua própria, a York Productions.

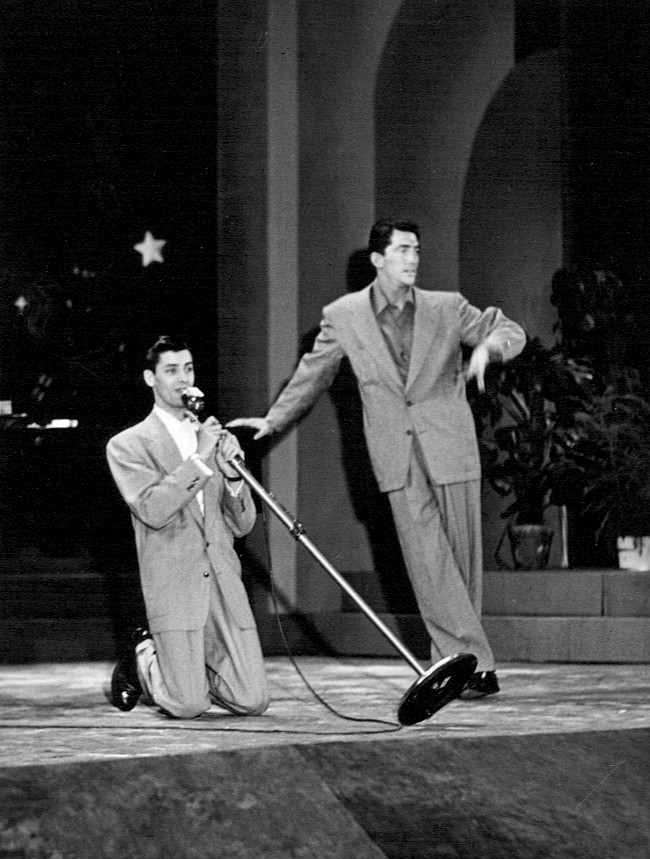
Lewis (esquerda) e Martin (direita) se apresentando no primeiro The Ed Sullivan Show, em 1948. Na época, o show era chamado de The Toast of the Town.

Eles também controlavam suas aparições em clubes, discos, rádio e televisão, e por meio delas ganhavam milhões de dólares. Em Dean & Me, Lewis chama Martin de um dos grandes gênios cômicos de todos os tempos. Eles eram amigos também, com Lewis atuando como padrinho quando Martin se casou novamente em 1949.
Mas comentários pesados dos críticos, bem como a frustração com a semelhança dos filmes de Martin e Lewis, que o produtor Hal Wallis se recusou a mudar, levaram à insatisfação de Martin. Ele colocou menos entusiasmo no trabalho.
Martin continuou firme e forte durante a produção do filme de Martin & Lewis, O Rei do Circo (1954), quando uma foto publicitária de Martin, Lewis e da atriz Sheree North foi publicada na capa da revista Look. Martin ficou chocado ao ver Lewis e North na foto, mas Martin cortou a página. O gerente de publicidade da dupla, Jack Keller, lembrou-se de Martin entrando no set "com uma cópia da Look e jogando-a em sua cara e o chamando de todos os nomes que ele conseguia pensar". Lewis lembrou que Martin "dizia que estava farto de interpretar um fantoche. Uma manhã, ele chegou uma hora atrasado no set e me olhou com raiva. 'Quando você quiser desistir, é só me avisar.'"
Anos mais tarde, Martin refletiu sobre as condições de trabalho durante o O Rei do Circo: "Não havia a mínima sensação de eu estar naquele filme. O filme passou 35 minutos antes de eu cantar uma música. Depois, era uma antiga, 'It's a Big, Wide Wonderful World', e eu cantei para os animais."
Martin cumpriu seu contrato e permaneceu com Lewis até o acordo expirar em 25 de julho de 1956, exatamente 10 anos após a primeira formação da dupla.

### Carreira solo: cinematográfica e musical
Martin fez sua estreia no cinema no filme 10 Mil Alcovas (1957). Antes do seu lançamento, alguns críticos constataram que a carreira de Martin não iria pra frente sem Lewis, tendo essa afirmação confirmada após o filme ter sido um fracasso de crítica e bilheteria. Embora "Volare" tenha alcançado a posição 15 nos EUA e a posição 2 no Reino Unido, a era pop crooner do cantor estava chegando ao fim com o advento do rock & roll. Martin queria se tornar um ator dramático, conhecido mais além do que filmes de comédia pastelão. Embora tenha recebido uma oferta de uma fração de seu antigo salário para coestrelar um drama de guerra, Os Deuses Vencidos (1958), o papel de Martin seria com Marlon Brando e Montgomery Clift. Tony Randall já tinha o papel, mas a agência de talentos MCA percebeu que com este filme, Martin se tornaria uma ameaça tripla: eles poderiam ganhar dinheiro com seu trabalho em casas noturnas, filmes e discos. Randall foi pago para abandonar o papel, Martin o substituiu e o filme acabou sendo o começo do retorno de Martin. Ele estrelou ao lado de Frank Sinatra pela primeira vez no drama de Vincente Minnelli, Deus Sabe Quanto Amei (1958).
Em meados da década de 1960, Martin era uma estrela de cinema, gravação, televisão e boate. Ele era conhecido como Dude em Onde Começa o Inferno (1959), filme dirigido por Howard Hawks e também estrelado por John Wayne e pelo cantor Ricky Nelson. Martin e Wayne contracenaram juntos novamente em Os Filhos de Katie Elder (1965), onde fizeram o papel dos irmãos Elder. Em 1960, Martin foi escalado para a versão cinematográfica da comédia musical de Judy Holliday, Essa Loira Vale Um Milhão. Ele ganhou uma indicação ao Globo de Ouro na categoria de Melhor Ator em filme –  comédia ou musical por sua atuação em Quem Era Aquela Pequena? (1960), mas continuou a procurar papéis dramáticos, interpretando um político sulista em Ada (1961) e estrelando a adaptação cinematográfica do drama teatral de Lillian Hellman, Na Voragem das Paixões (1963), ao lado de Geraldine Page, bem como no inaugural filme-catástrofe Aeroporto (1970) com Burt Lancaster, um grande sucesso de crítica e bilheteria.
Sinatra e Martin se uniram para vários outros filmes, como o policial Onze Homens e Um Segredo (1960), o musical Robin Hood de Chicago (1964), e as comédias de faroeste Os Três Sargentos (1962) e Os Quatro Heróis do Texas (1963), com seus amigos do Rat Pack, como Sammy Davis Jr., Peter Lawford e Joey Bishop, bem como uma comédia romântica, Vamos Casar Outra Vez (1965). Martin também coestrelou com Shirley MacLaine em vários filmes, incluindo Artistas e Modelos (1955), Deus Sabe Quanto Amei (1958), Calvário da Glória (1959), A Dama da Madrugada (1961) e A Senhora e Seus Maridos (1964). Ele interpretou uma variação satírica de sua própria persona mulherengo como o cantor de Las Vegas "Dino" na comédia de Billy Wilder, Beija-me, Idiota (1964) com Kim Novak, e Martin zombou de sua imagem em filmes como as paródias de espionagem de Matt Helm da década de 1960, nas quais ele foi coprodutor. No terceiro filme de Matt Helm, Emboscada Para Matt Helm (1967), Helm, prestes a ser executado, recebe um último cigarro e diz ao fornecedor: "Vou me lembrar de você do além", continuando em voz baixa: "em algum lugar perto de Steubenville, espero".
Como cantor, Martin copiou os estilos de Harry Mills (do Mills Brothers), Bing Crosby e Perry Como até desenvolver o seu próprio estilo e conseguir se destacar em duetos com Sinatra e Crosby. Assim como Sinatra, Martin não sabia ler notas musicais, mas gravou 35 álbuns de estúdio e mais de 550 canções. Sua música característica, "Everybody Loves Somebody", tirou "A Hard Day's Night", dos Beatles, do primeiro lugar nos Estados Unidos em 1964. Seguido por "The Door is Still Open to My Heart", que alcançou a sexta posição naquele ano. Dizem que Elvis Presley era fã de Martin e modelou sua performance de "Love Me Tender" no estilo de Martin. Assim como Elvis, Martin também foi influenciado pela música country. Em 1965, alguns dos álbuns de Martin — como Dean "Tex" Martin Rides Again (1963), Houston (1965), Welcome to My World (1967) e Gentle on My Mind (1968) — eram compostos de canções country e western de artistas como Johnny Cash, Merle Haggard e Buck Owens. Martin recebeu artistas country em seu programa de TV e foi nomeado "Homem do Ano" pela Country Music Association em 1966. O último álbum de sua carreira foi The Nashville Sessions, de 1983.
A imagem de Martin como um artista de Las Vegas em um smoking é duradoura. "Ain't That a Kick in the Head?", uma música que Martin cantou em Onze Homens e Um Segredo, não se tornou um sucesso na época, mas teve um renascimento na mídia e na cultura pop e tem sido sua música mais tocada na mídia por duas décadas. Por três décadas, Martin esteve entre os artistas mais populares de Las Vegas, onde cantou e foi comediante, beneficiando-se da década de comédia com Lewis. A filha de Martin, Gail, também cantou em Vegas e em muitos programas de TV, incluindo o dele, sendo coapresentadora de sua série de substituição de verão na NBC. A filha Deana Martin continua se apresentando, assim como o filho mais novo Ricci Martin, até sua morte em agosto de 2016. O filho mais velho, Craig, foi produtor do programa de televisão de Martin e a filha Claudia foi atriz em filmes como For Those Who Think Young (bra: "Juventude Desenfreada"), de 1964. Embora fosse considerado promíscuo, Martin passava muito tempo com sua família; como disse sua segunda esposa Jeanne, antes do divórcio do casal: "Ele estava em casa todas as noites para jantar".

### Rat Pack (1957–60)

The Rat Pack no Sands Casino. Da esquerda para a direita: Frank Sinatra, Dean Martin, Sammy Davis Jr., Peter Lawford e Joey Bishop.

À medida que a carreira solo de Martin crescia, ele e Frank Sinatra se tornaram amigos. No final dos anos 1950 e início dos anos 1960, Martin e Sinatra, junto com os amigos Joey Bishop, Peter Lawford e Sammy Davis Jr., formaram o Rat Pack, assim chamado em homenagem a um grupo anterior formado por artistas populares do show business no final anos 1940 e início dos anos 1950, os Holmby Hills Rat Pack, em referência à casa de Humphrey Bogart e Lauren Bacall em Holmby Hills, do qual Sinatra era membro (de início, o grupo Martin-Sinatra-Davis-Lawford-Bishop referiam-se a si mesmos como "The Clan", mas o nome caiu em desuso, porque lembrava a Ku Klux Klan, sendo mais tarde renomeado como "The Summit", mas nunca como "The Rat Pack", embora este tenha permanecido sua identidade no imaginário popular). O grupo masculino de amigos fizeram filmes juntos, formaram parte da cena social de Hollywood e foram politicamente influentes (através do casamento de Lawford com Patricia Kennedy, irmã do presidente John F. Kennedy). Após a morte de Bogart em 1957, Sinatra, Martin e Davis foram considerados os membros principais do grupo.
O Rat Pack era lendário por suas apresentações na Las Vegas Strip. Por exemplo, a marquise do Sands Hotel pode dizer "DEAN MARTIN—TALVEZ FRANK—TALVEZ SAMMY". Suas aparições eram valiosas porque a cidade ficava inundada de jogadores ricos. O ato deles (sempre de smoking) consistia em cada um cantando números individuais, duetos e trios, junto com palhaçadas e conversas aparentemente improvisadas. Na década de 1960, de forte carga social, suas piadas giravam em torno de temas adultos, como o caráter mulherengo de Sinatra e a bebedeira de Martin, além da raça e religião de Davis. Sinatra e Martin apoiaram o movimento pelos direitos civis e se recusaram a se apresentar em clubes que não aceitassem artistas negros americanos ou judeus. Postumamente, o Rat Pack passou por um renascimento popular, inspirando a trilogia Ocean's de George Clooney e Brad Pitt.

### The Dean Martin Show(1965–74)

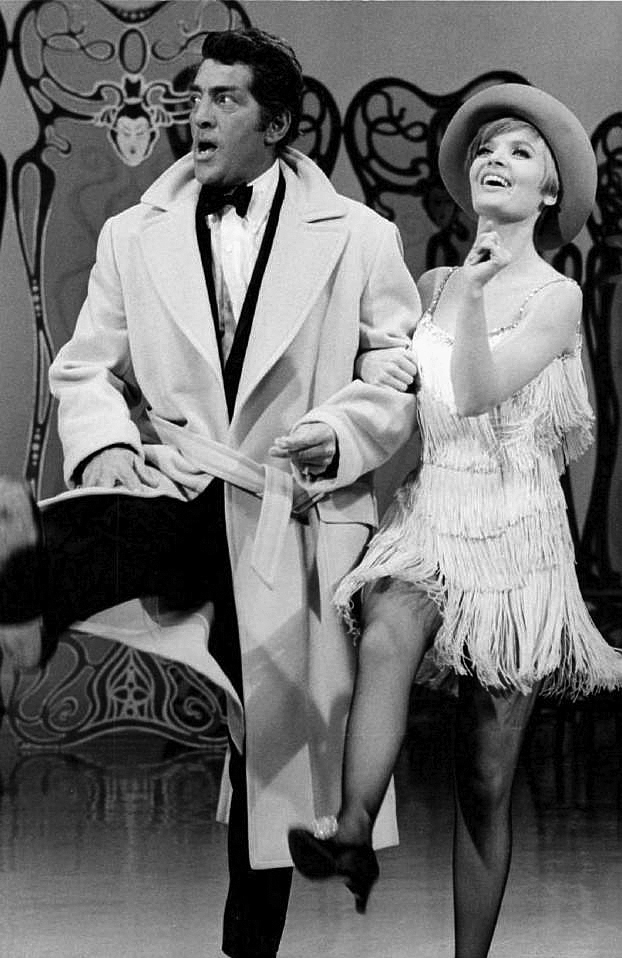
Martin e Florence Henderson no The Dean Martin Show, em 1968.

Em 1965, Martin lançou sua série semanal de comédia e variedades na NBC, o The Dean Martin Show, que teve 264 episódios até 1974. Ele ganhou um Globo de Ouro de Melhor Ator em série – comédia ou musical em 1966 e foi indicado novamente nos três anos seguintes. O programa explorou sua imagem de alcoólatra despreocupado. Martin capitalizou sua personalidade descontraída de cantor meio bêbado, dando em cima de mulheres de forma inapropriada e fazendo comentários ásperos, embora arrastados, sobre outras celebridades durante seus discursos. Durante uma entrevista no documentário da TV britânica Wine, Women and Song, exibido em 1983, Martin declarou, talvez ironicamente, que ele tinha alguém gravando-as em fita cassete para que ele pudesse ouvi-las. O programa de TV de Martin foi um sucesso. O formato flexível do programa contou com improvisações rápidas de Martin e seus convidados semanais. Isso desencadeou uma batalha entre Martin e os censores da NBC, que insistiam em uma análise mais aprofundada do conteúdo. Mais tarde, ele teve problemas com a NBC pelo uso improvisado de frases obscenas em italiano, o que gerou reclamações de espectadores que falavam o idioma. O programa estava frequentemente no Top 10. Martin, grato ao produtor do programa, seu amigo Greg Garrison, fez um acordo de aperto de mão com ele, dando a Garrison, um produtor de TV pioneiro na década de 1950, 50% do programa. No entanto, a validade dessa propriedade é objeto de uma ação judicial movida pela NBCUniversal.
Apesar da reputação de Martin como um alcoólatra — perpetuada por sua placa de licença personalizada "BÊBADO" — seu uso de álcool era bastante disciplinado. Martin foi o primeiro a encerrar a noite e, quando não estava em turnê ou em locações de filmagem, gostava de ir para casa para ver sua família. Martin pegou emprestado o estilo adorável de bêbado de Joe E. Lewis, mas suas representações convincentes de grande alcoólatra nos filmes Deus Sabe Quanto Amei e Onde Começa o Inferno, de Howard Hawks, levaram a alegações infundadas de alcoolismo. Martin estrelou e coproduziu quatro comédias de aventura e superespionagem de Matt Helm durante esse período, além de vários filmes de faroeste. No início da década de 1970, o The Dean Martin Show ainda estava obtendo avaliações sólidas e, embora ele não fosse mais um sucesso nas paradas de música, seus álbuns continuaram a vender. Ele encontrou uma maneira de tornar sua paixão pelo golfe lucrativa oferecendo uma linha exclusiva de bolas de golfe, e o Dean Martin Tucson Open foi um evento do PGA Tour de golfe de 1972 a 1975. Na época de sua morte, Martin era supostamente o maior acionista minoritário das ações da RCA.[carece de fontes?]
Martin começou a reduzir sua agenda quando se sentiu confortável financeiramente. A temporada final (1973–1974) de seu programa de variedades foi refeita para uma série de entrevistas com celebridades, exigindo menos envolvimento. Nas discussões, Martin e seu grupo de amigos tiraram sarro de uma variedade de figuras populares do entretenimento, do esporte e da política. Após o cancelamento do programa, a NBC continuou a transmitir o The Dean Martin Celebrity Roast como uma série de especiais de TV até 1984.

### Últimos trabalhos
Por quase uma década, Martin gravou até quatro álbuns por ano para a Reprise Records. Martin gravou seu último álbum pelo selo Reprise, Once in a While, em 1974, que só foi lançado quatro anos depois, em 1978. Suas últimas gravações foram feitas para a Warner Bros. Records. The Nashville Sessions foi lançado em 1983, do qual ele fez sucesso com a canção "(I Think That I Just Wrote) My First Country Song", que foi gravada com Conway Twitty e teve um desempenho respeitável nas paradas country. Um single seguinte, "L.A. Is My Home"/"Drinking Champagne", foi lançado em 1985. Seu último papel como protagonista foi no drama Mr. Ricco (1974), no qual Martin interpretou um advogado de defesa criminal.[carece de fontes?]
Em 1972, Martin pediu o divórcio de sua segunda esposa, Jeanne. Uma semana depois, sua parceria comercial com o hotel Riviera em Las Vegas foi desfeita em meio a relatos de que o cassino se recusou a concordar com o pedido de Martin de se apresentar apenas uma vez por noite. Martin se juntou ao MGM Grand Hotel & Casino, onde foi o artista principal na noite de inauguração do hotel, em 23 de dezembro de 1973, e o contrato de Martin exigia que ele estrelasse um filme (Mr. Ricco) para os estúdios Metro-Goldwyn-Mayer.[carece de fontes?]
Martin também fez uma reconciliação pública com Lewis no Teleton do Dia do Trabalho de seu parceiro, beneficiando a Associação de Distrofia Muscular (MDA), em setembro de 1976. Sinatra surpreendeu Lewis ao trazer Martin ao palco e, quando os dois homens se abraçaram, o público os aplaudiu de pé e os telefones dispararam, resultando em um dos anos mais lucrativos do Teleton até então. Lewis relatou mais tarde que o evento foi um dos três mais memoráveis de sua vida. Lewis brincou: "Então, você está trabalhando?" Martin, fingindo estar bêbado, respondeu que estava se apresentando "no 'Meggum'" (que significa o MGM Grand Hotel). Isso, junto com a morte do filho de Martin, Dean Paul Martin, mais de uma década depois, ajudou a unir os dois homens. Eles mantiveram uma amizade discreta, mas só se apresentaram novamente uma vez, no aniversário de 72 anos de Martin, em 1989.
Martin retornou brevemente ao cinema com aparições no filme repleto de estrelas e criticado pela crítica, mas comercialmente bem-sucedido, The Cannonball Run (1981) e em sua sequência Cannonball Run II (1984). Ele também teve um single de sucesso menor com "Since I Met You Baby" e fez seu primeiro videoclipe, que apareceu na MTV e foi criado pelo seu filho mais novo, Ricci Martin. Em 21 de março de 1987, o filho de Martin, o ator Dean Paul Martin (anteriormente Dino do grupo de rock "teeny-bopper" dos anos 1960 Dino, Desi & Billy), morreu quando seu caça a jato F-4 Phantom II caiu na Montanha San Gorgonio, enquanto voava com a Guarda Aérea Nacional da Califórnia. A tristeza de Martin pela morte do filho o deixou deprimido e desmoralizado. Lewis declarou em uma entrevista no palco em 2005 que, após a morte de seu filho, Martin se tornou um alcoólatra recluso. Em 1988, uma turnê em conjunto com Davis e Sinatra, chamada Together Again, foi realizada em parte para ajudar Martin a se recuperar, porém nada adiantou.

## Vida pessoal
Martin foi casado três vezes. Ele se casou com Elizabeth Anne "Betty" McDonald, (14 de julho de 1922 – 11 de julho de 1989) no Ridley Park, Pensilvânia, em 1941. O casal teve quatro filhos:
- Craig Martin (nascido em 1942).
- Claudia Martin (16 de março de 1944 – 16 de fevereiro de 2001).
- Gail Martin (nascida em 1945).
- Deana Martin (nascida em 1948).

Martin então se casou com Dorothy Jean "Jeanne" Biegger (27 de março de 1927 – 24 de agosto de 2016), uma ex-rainha do Orange Bowl de Coral Gables, Flórida. O casamento durou 24 anos (1949–1973) e tiveram três filhos:
- Dean Paul Martin (17 de novembro de 1951 – 21 de março de 1987).
- Ricci Martin (20 de setembro de 1953 – 3 de agosto de 2016).[75]
- Gina Martin (nascida em 1956).

Menos de um mês após o fim de seu segundo casamento, Martin, aos 55 anos, casou-se com Catherine Hawn, de 26 anos, em 25 de abril de 1973. Hawn era recepcionista no elegante salão de cabeleireiro Gene Shacove, em Beverly Hills. Eles se divorciaram em 10 de novembro de 1976. Martin e Hawn não tiveram filhos biológicos, porém ele adotou a filha de Hawn, Sasha. Após o divórcio, Martin teve um breve relacionamento com a modelo e amiga de longa data Patricia Sheehan. Ele também ficou brevemente noivo de Gail Renshaw, Miss Mundo–EUA 1969. Por fim, Martin se reconciliou com Jeanne, embora eles nunca tenham se casado novamente.[carece de fontes?]
O tio de Martin era Leonard Barr, que apareceu em vários de seus shows. Na década de 1960 e no início da década de 1970, Martin morou na 363 Copa De Oro Road em Bel Air, Los Angeles, antes de vendê-la para Tom Jones por US$ 500 000 em junho de 1976.
O genro de Martin era Carl Wilson, dos Beach Boys, que se casou com a filha de Martin, Gina. A patinadora artística Dorothy Hamill e a atriz Olivia Hussey eram suas noras durante seus casamentos com o filho de Martin, Dean Paul Martin. Craig, o filho mais velho de Martin, foi casado com a filha de Lou Costello, Carole (1938–1987), até sua morte por derrame aos 48 anos.
Dean Martin criava cavalos andaluzes em seu Rancho Hidden Valley, Thousand Oaks, Condado de Ventura, Califórnia.
Martin se ofereceu para arrecadar fundos para o Bergson Group no final da década de 1940.
Embora republicano, Martin apoiou o candidato democrata Lyndon B. Johnson em 1964.

### Problemas de saúde e morte

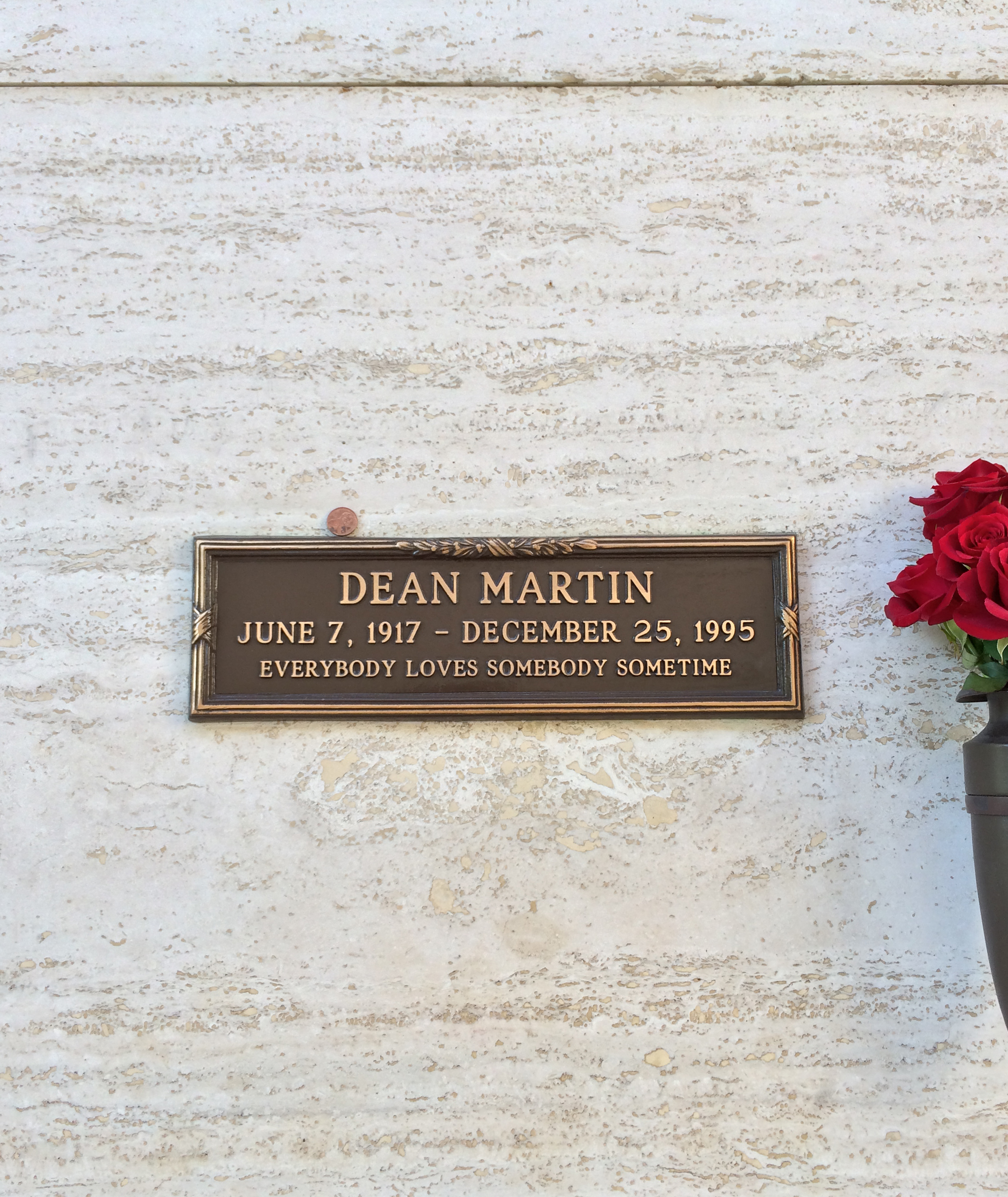
Fotografia da cripta onde Martin foi enterrado, no cemitério Westwood Village Memorial Park

Martin, um fumante inveterado ao longo da vida, foi diagnosticado com câncer de pulmão no Cedars Sinai Medical Center em setembro de 1993. Foi-lhe dito que precisaria de cirurgia para prolongar sua vida, mas ele rejeitou. Ele se aposentou da vida pública no início de 1995. Ele era raramente visto em público sem um copo com bebida e um cigarro. Tal fase seguiu até sua morte. Martin morreu em 25 de dezembro de 1995, aos 78 anos, em sua casa, em Beverly Hills. Segundo informou seu agente Mort Viner, a causa da morte foi insuficiência respiratória aguda resultante de um enfisema. Em sua homenagem, as luzes da Las Vegas Strip foram apagadas. Em seu velório se encontravam uma bandeira italiana, Jerry Lewis e nenhum membro do Rat Pack. Frank Sinatra alegou estar doente, porém emitiu uma declaração pungente após saber da morte de seu amigo de longa data e Sammy Davis Jr. já havia falecido (1990).
Seu funeral e sepultamento foi realizado em 28 de dezembro, quinta-feira, no cemitério Westwood Village Memorial Park, em Los Angeles. A cripta apresenta o epitáfio "Todo mundo ama alguém em algum momento", o primeiro verso de sua canção característica.

## Representação na cultura popular

### Cinema e televisão

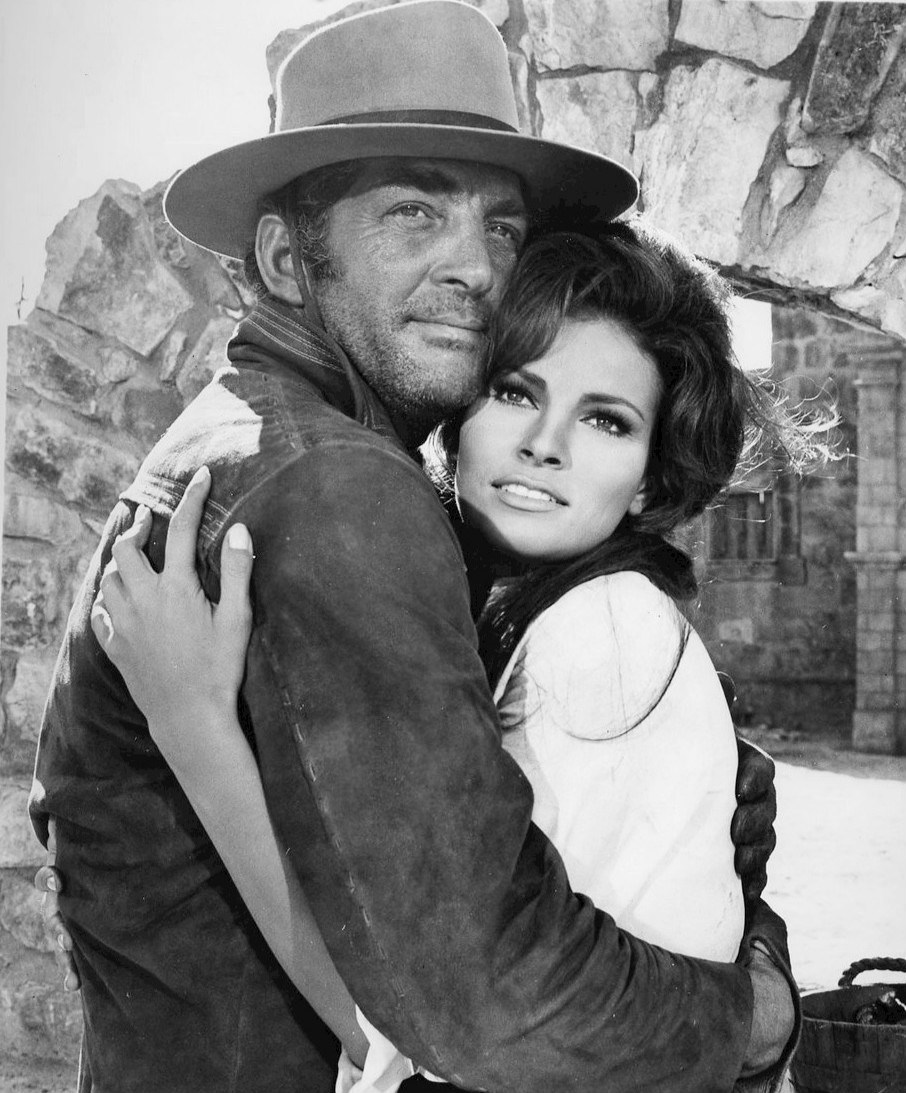
Martin e Raquel Welch em "O Preço de um Covarde" (1968).

Várias canções de Martin têm sido apresentadas na cultura popular há décadas. Sucessos como "Ain't That a Kick in the Head", "Sway", "You're Nobody Till Somebody Loves You", "That's Amore" e a canção de Martin "Everybody Loves Somebody" foram destaque em filmes (como os vencedores do Óscar Logorama, A Bronx Tale, Casino, Goodfellas, Payback, Mission: Impossible – Ghost Protocol, Sexy Beast, Moonstruck, Vegas Vacation, Swingers e Return to Me), séries de televisão (como American Dad!, Friends, The Sopranos, Mad Men, House MD, Samurai Jack e The Fresh Prince of Bel-Air), videogames (como The Godfather: The Game, The Godfather II, Fallout: New Vegas e Mafia II) e desfiles de moda (como o Victoria's Secret Fashion Show de 2008).
Danny Gans interpretou Martin na minissérie Sinatra da CBS de 1992. Martin foi interpretado por Joe Mantegna no filme da HBO de 1998 sobre Sinatra e Martin, intitulado The Rat Pack. Mantegna foi indicado ao Emmy e ao Globo de Ouro pelo papel. O ator britânico Jeremy Northam interpretou o artista no filme de TV Martin and Lewis, de 2002, ao lado de Sean Hayes, de Will & Grace, como Jerry Lewis.
Martin é o tema de Dean Martin's Wild Party e Dean Martin's Vegas Shindig, um par de máquinas caça-níqueis de vídeo encontradas em muitos cassinos. Os jogos apresentam músicas cantadas por Martin durante o bônus e a contagem progressiva dos ganhos do jogador. Um álbum de compilação chamado Amore! estreou em primeiro lugar na parada Top Pop Catalog Albums da revista Billboard em sua edição de 21 de fevereiro de 2009.
Em 1998, o programa de animação Celebrity Deathmatch da MTV exibiu uma luta animada em argila até a morte entre Martin e o comediante Jerry Lewis. Martin vence ao tirar Jerry do ringue. O musical The Rat Pack: Live from Las Vegas tem sido um show tributo de sucesso, apresentando imitadores de Martin, em palcos na Europa e América do Norte desde 2000. A música de entrada de Francisco Cervelli, um apanhador do Atlanta Braves, é a música de Dean Martin "That's Amore". Na série de desenhos animados teatrais The Ant and the Aardvark, de DePatie-Freleng, a voz da Formiga foi interpretada por John Byner como uma imitação de Martin.
Martin aparece como Matt Helm no filme de época de Quentin Tarantino de 2019, Once Upon a Time in Hollywood. Sharon Tate (interpretada por Margot Robbie) vai ao cinema para ver The Wrecking Crew.

### Legado
Em 1997, a Rota 7 de Ohio através de Steubenville foi rededicada como Dean Martin Boulevard. Placas de trânsito com uma caricatura de Al Hirschfeld da imagem de Martin designam o trecho com um marcador histórico com uma pequena foto e uma breve biografia no Parque do Mirante na Rota 7 e Rua North Fourth.
O Dean Martin Hometown Festival é realizado em um longo fim de semana todo mês de junho em Steubenville. Liderado pela Associação Dean Martin desde 2024, imitadores, amigos e familiares, e artistas, muitos de ascendência italiana, aparecem.
Em 2005, o Condado de Clark, Nevada, renomeou uma parte da Estrada Industrial como Rua Dean Martin. Uma rua com nome similar foi dedicada em 2008 em Rancho Mirage, Califórnia.
A família de Martin recebeu um disco de ouro em 2004 pela compilação Dino: The Essential Dean Martin, seu álbum de vendas mais rápidas, que também chegou ao Top 10 do iTunes, e em 2006 foi certificado como platina.
Há uma rua com o nome de Martin em San Antonio, Texas.

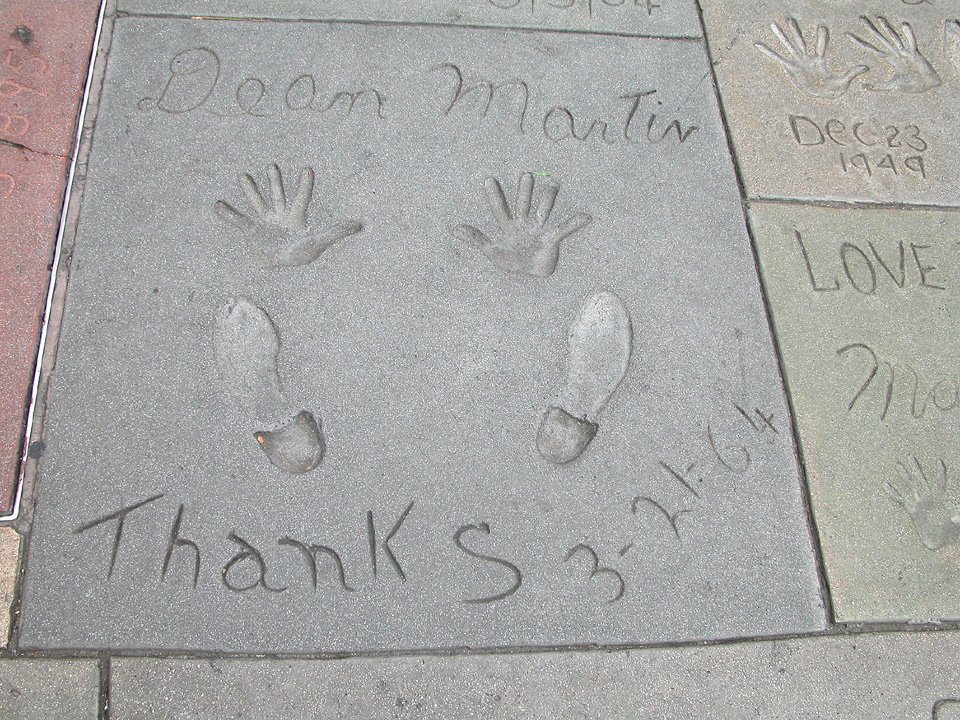
Pegadas e assinatura de Dean Martin na Calçada da Fama do Teatro Chinês

Na semana que terminou em 23 de dezembro de 2006, o dueto de Dean Martin e Martina McBride, "Baby, It's Cold Outside", alcançou a 7ª posição na parada R&R AC. Ela também chegou ao número 36 na parada R&R Country – a última vez que Martin teve uma música tão alta nas paradas foi em 1965, com "I Will", que alcançou o número 10 na parada Pop. Um álbum de duetos, Forever Cool, foi lançado pela Capitol/EMI em 2007. Conta com a voz de Martin junto com as de Kevin Spacey, Shelby Lynne, Joss Stone, Big Bad Voodoo Daddy, Robbie Williams, McBride e outros. Suas pegadas foram imortalizadas no Teatro Chinês em 1964. Martin tem três estrelas na Calçada da Fama de Hollywood: uma no número 6519 da Hollywood Boulevard para filmes; a segunda no número 1617 da Vine para música; e uma terceira no número 6651 da Hollywood Boulevard para televisão. Em fevereiro de 2009, Martin foi homenageado póstumo com um Grammy de Contribuição em Vida. Quatro de seus filhos sobreviventes, Gail, Deana, Ricci e Gina aceitaram em seu nome. Em 2010, Martin recebeu uma estrela póstuma na Calçada da Fama Italiana em Toronto, Ontário, Canadá.
A cidade natal do pai de Dean, Montesilvano, dedicou a ele uma praça entre a via Sarca e a via Torrente Piomba e um palácio de congressos chamado Pala Dean Martin, na via Aldo Moro, adjacente à estrutura do Porto Allegro (antigo cinema Warner).[carece de fontes?]

## Discografia
- 1953 - Dean Martin Sings
- 1955 - Swingin' Down Yonder
- 1955 - Dean Martin
- 1957 - Pretty Baby
- 1959 - Sleep Warm
- 1959 - A Winter Romance
- 1960 - This Time I'm Swingin'!
- 1961 - Dean Martin
- 1962 - Dino: Italian Love Songs
- 1962 - Cha Cha de Amor
- 1962 - Dino Latino
- 1962 - French Style
- 1963 - Country Style
- 1963 - Dean "Tex" Martin: Country Style
- 1963 - Dean "Tex" Martin Rides Again
- 1964 - Reprise Musical Repertory Theatre
- 1964 - Robin and the 7 Hoods
- 1964 - Dream with Dean
- 1964 - Everybody Loves Somebody
- 1964 - The Door Is Still Open to My Heart
- 1964 - Live at the Sands Hotel
- 1965 - Holiday Cheer
- 1965 - Dean Martin Hits Again
- 1965 - (Remember Me) I'm the One Who Loves You
- 1965 - Houston
- 1966 - Somewhere There's a Someone
- 1966 - Dean Martin Sings Songs from "The Silencers"
- 1966 - The Hit Sound of Dean Martin
- 1966 - The Best of Dean Martin
- 1966 - The Dean Martin Christmas Album
- 1966 - The Dean Martin TV Show
- 1967 - Happiness Is Dean Martin
- 1967 - Welcome to My World
- 1968 - Gentle on My Mind
- 1969 - I Take a Lot of Pride in What I Am
- 1970 - My Woman, My Woman, My Wife
- 1971 - For the Good Times
- 1972 - Dino
- 1973 - Sittin' on Top of the World
- 1973 - You're the Best Thing That Ever Happened to Me
- 1978 - Once in a While
- 1983 - The Nashville Sessions

## Filmografia
- 1949 – My Friend Irma (Amiga da Onça)
- 1950 – My Friend Irma Goes West (Minha Amiga Maluca)
- 1950 – At War with the Army (O Palhaço do Batalhão)
- 1951 – That's My Boy (O Filhinho do Papai)
- 1952 – Sailor Beware (O Marujo Foi na Onda)
- 1952 – Jumping Jacks (Malucos do Ar)
- 1952 – Road to Bali (De Tanga e de Sarong)
- 1953 – The Stooge (O Biruta e o Folgado)
- 1953 – Scared Stiff (Morrendo de Medo)
- 1953 – The Caddy (Sofrendo da Bola)
- 1953 – Money from Home (A Barbada do Biruta)
- 1954 – Living It Up (A Farra dos Malandros)
- 1954 – 3 Ring Circus (O Rei do Circo)
- 1955 – You're Never Too Young (O Meninão)
- 1955 – Artists and Models (Artistas e Modelos)
- 1956 – Pardners (O Rei do Laço)
- 1956 – Hollywood Or Bust (Ou Vai ou Racha)
- 1957 – Ten Thousand Bedrooms (10 Mil Alcovas)
- 1958 – The Young Lions (Os Deuses Vencidos)
- 1958 – Some Came Running (Deus Sabe Quanto Amei)
- 1959 – Rio Bravo (Onde Começa o Inferno)
- 1959 – Career (O Calvário da Glória)
- 1960 – Who Was That Lady? (Quem Era Aquela Pequena?)
- 1960 – Bells Are Ringing (Essa Loura Vale Um Milhão)
- 1960 – Ocean's Eleven (Onze Homens e Um Segredo)
- 1960 – Pepe
- 1961 – All in a Night's Work (A Dama da Madrugada)
- 1961 – Ada
- 1962 – Something's Got to Give (filme não concluído)
- 1962 – Sergeants 3 (Os 3 Sargentos)
- 1962 – The Road to Hong Kong (Dois Errados no Espaço)
- 1962 – Who's Got the Action? (... Ela Topou a Parada)
- 1963 – Come Blow Your Horn (O Bem Amado, rápida aparição)
- 1963 – Toys in the Attic (Na Voragem das Paixões)
- 1963 – 4 for Texas (Quatro Heróis do Texas)
- 1963 – Who's Been Sleeping in My Bed? (Quem Anda Dormindo em Minha Cama?)
- 1964 – What a Way to Go! (A Senhora e Seus Maridos)
- 1964 – Robin and the 7 Hoods (Robin Hood de Chicago)
- 1964 – Kiss Me, Stupid (Beija-Me Idiota)
- 1965 – The Sons of Katie Elder (Os Filhos de Katie Elder)
- 1965 – Marriage on the Rocks (Vamos Casar Outra Vez)
- 1966 – The Silencers (O Agente Secreto Matt Helm)
- 1966 – Texas Across the River (Dois Contra o Oeste)
- 1966 – Murderers' Row (Matt Helm Contra o Mundo do Crime)
- 1967 – Rough Night in Jericho (A Noite dos Pistoleiros)
- 1967 – The Ambushers (Emboscada Para Matt Helm)
- 1968 – How to Save a Marriage (and Ruin Your Life) (Como Salvar Um Casamento e Arruinar Sua Vida)
- 1968 – Bandolero! (O Preço de Um Covarde)
- 1968 – 5 Card Stud (Pôquer de Sangue)
- 1969 – The Wrecking Crew (Arma Secreta contra Matt Helm)
- 1970 – Airport (Aeroporto)
- 1971 – Something Big (Os Renegados)
- 1973 – Showdown (Inimigos a Força)
- 1975 – Mr. Ricco
- 1981 – The Cannonball Run (Quem Não Corre, Voa)
- 1984 – Cannonball Run II (Um Rally Muito Louco)